# The Cyberman
The Cyberman è un EP del gruppo dubstep inglese Magnetic Man, pubblicato il 30 marzo 2009 dall'etichetta discografica Magnet.

## Tracce
1. The Cyberman – 4:51
2. Eclipse – 5:06
3. Glitch – 4:38